# Падернело (Бреша)
Падернело је насеље у Италији у округу Бреша, региону Ломбардија.
Према процени из 2011. у насељу је живело 74 становника. Насеље се налази на надморској висини од 71 м.